# Candona subtriangulata
Candona subtriangulata är en kräftdjursart som beskrevs av Benson och MacDonald 1963. Candona subtriangulata ingår i släktet Candona och familjen Candonidae. Inga underarter finns listade.